# Powszechny Niemiecki Związek Robotników
Powszechny Niemiecki Związek Robotników (niem. Allgemeiner Deutscher Arbeiterverein, ADAV) – pierwsza organizacja robotnicza w Niemczech, założona w 1863 r. przez Ferdinanda Lassalle w Lipsku. Był pierwszą partią robotniczą na świecie. 
Ideologia PNZR opierała się na teorii F. Lassalle’a, w myśl której wyzwolenie robotników mogło się dokonać tylko przez tworzenie robotniczych zrzeszeń wytwórczych przy pomocy państwa. Dlatego lassalczycy dopuszczali współpracę z państwem niemieckim (nawet w formie monarchicznej) przeciw burżuazji. Popierali też zjednoczenie Niemiec przez Bismarcka.
W 1875 r. połączył się z Socjaldemokratyczną Partią Robotniczą w Socjalistyczną Partię Robotników Niemiec.